# Кобаси, Кэнта
Кэнта Кобаси (яп. 小橋 建太, род. 27 марта 1967, Фукутияма, Киото) — бывший японский рестлер. Он начал свою карьеру в All Japan Pro Wrestling (AJPW) в 1988 году, где стал одной из главных звёзд промоушена, трижды удерживая титул чемпиона Тройной короны в тяжёлом весе и выиграв Champion Carnival в 2000 году. Кобаси покинул AJPW в июне 2000 года, приняв участие в массовом исходе во главе с Мицухару Мисавой, что привело к образованию Pro Wrestling Noah. Кобаси считается одним из величайших рестлеров всех времен, он проработал в Noah тринадцать лет и стал самым длительным чемпионом GHC в тяжелом весе всех времен, удерживая титул 735 дней с 2003 по 2005 год, и этот рекорд сохраняется до сих пор. Он был четырёхкратным чемпионом мира.
В последние годы своей карьеры Кобаси много времени провел на вторых ролях из-за различных травм. В начале и середине 2000-х годов он перенес многочисленные операции на руках и ногах, после чего в мае 2013 года ушел из спорта. Кобаси продолжает спорадически выступать в Noah и AJPW, а также рекламирует свои собственные шоу под вывеской Fortune Dream.

## Личная жизнь
Кобаси женился на своей 14-летней подруге, певице Мизуки Маи, 2 октября 2010 года. В августе 2015 года Маи родила первого ребёнка — дочь.

## Титулы и достижения
- All Japan Pro Wrestling
  - Всеазиатский командный чемпион (4 раза) — с Маской Тигра II/Мицухару Мисавой (1), Джонни Эйсом (2) и Цуёси Кикути (1)
  - Чемпион Тройной короны в тяжёлом весе (3 раза)
  - Командный чемпион мира (6 раз) — с Мицухару Мисавой (2), Джонни Эйсом (2) и Дзюном Акиямой (2)
  - Champion Carnival (2000)
  - January 2 Korakuen Hall Heavyweight Battle Royal (1993)[4]
  - One Night Six Man Tag Team Tournament (1999) — с Дзюном Акиямой и Кэнтаро Сига[5]
  - World’s Strongest Tag Determination League (1993—1995) — с Мицухару Мисавой
  - World’s Strongest Tag Determination League (1998, 1999) — с Дзюном Акиямой
  - World’s Strongest Tag Determination League Fresh Award (1991) — с Цуёси Кикути[6]
- Nikkan Sports
  - Матч года (1997) против Мицухару Мисавы 21 октября[7]
  - Матч года (1998) против Мицухару Мисавы 31 октября[8]
  - Матч года (2003) 1 марта против Мицухару Мисавы[9]
  - Матч года (2004) против Дзюна Акиямы 10 июля[10]
  - Матч года (2005) против Кэнсукэ Сасаки 18 июля[11]
  - Матч года (2007) с Ёсихиро Такаямой против Мицухару Мисавы и Дзюна Акиямы 2 декабря[12]
  - Награда за выдающиеся достижения (1996)[13]
  - Награда за боевой дух (1997, 2007, 2008)[7][12][14]
  - Рестлер года (1996, 1998, 2004, 2005)[13][8][10][11]
- Pro Wrestling Illustrated
  - № 4 в топ 500 рестлеров в рейтинге PWI 500 в 1996, 2000 и 2004
  - № 33 в топ 500 рестлеров в рейтинге PWI Years в 2003[15]
- Pro Wrestling Noah
  - Чемпион GHC в тяжёлом весе (1 раз)
  - Хардкорный чемпион GHC в открытом весе (1 раз)
  - Командный чемпион GHC (2 раза) — с Тамоном Хондой
  - One Day Six Man Tag Team Tournament (2002) — с Кэнтой и Кэнтаро Сига[5]
- Tokyo Sports
  - Премия за возвращение (2007)[16]
  - Награда за жизненные достижения (2013)[17]
  - Матч года (1995) с Мицухару Мисавой против Акиры Тауэ и Тосиаки Кавады 9 июня 1995 года[18]
  - Матч года (1997) против Мицухару Мисавы 21 октября 1997[18]
  - Матч года (1998) против Мицухару Мисавы 31 октября 1998[18]
  - Матч года (2003) против Мицухару Мисавы 1 марта 2003[16]
  - Матч года (2004) против Дзюна Акиямы 10 июля 2004[16]
  - Матч года (2005) против Кэнсукэ Сасаки 18 июля 2005[16]
  - Матч года (2007) с Ёсихиро Такаямой против Мицухару Мисавы и Дзюна Акиямы 2 декабря 2007[16]
  - Матч года (2011) с Кэйдзи Муто против Такаси Иидзуки и Тору Яно, All Together, 27 августа[19]
  - Новичок года (1989)[20]
  - Команда года (1993, 1994) с Мицухару Мисавой[18]
  - Команда года (1999) с Дзюном Акиямой[18]
  - Рестлер года (1996, 1998)[18]
- Wrestling Observer Newsletter
  - Лучшие кассовые сборы (2004, 2005)
  - Лучший приём (1998) Burning Hammer
  - Матч года (1992) с Цуёси Кикути против Дага Фурнаса и Фила Лафона 25 мая
  - Матч года (1998) против Мицухару Мисавы 31 октября
  - Матч года (1999) против Мицухару Мисавы 11 июня
  - Матч года (2003) 1 марта против Мицухару Мисавы
  - Матч года (2004) против Дзюна Акиямы 10 июля
  - Матч года (2005) против Самоа Джо 1 октября на Joe vs. Kobashi
  - Самый прибавивший рестлер (1990)
  - Самый выдающийся рестлер (1993, 1994)
  - Команда года (1995) с Мицухару Мисавой
  - Команда года (1999) с Дзюном Акиямой
  - Рестлер года (1996, 2003—2005)
  - Зал славы Wrestling Observer Newsletter (2002)